# Nicolás Furtado
Nicolás Furtado (Montevideo, 6 de febrero de 1988) es un actor uruguayo.

## Biografía
Durante su adolescencia, mientras Nicolás cursaba el secundario en el Liceo Nº61 "Villa Cosmópolis" en Villa del Cerro, Montevideo, tocaba la batería en una banda formada junto a sus compañeros de clase y participaba en publicidades de televisión.
Al finalizar el bachillerato, realizó varios talleres de actuación, y finalmente egresó de la Escuela del Actor de Montevideo del director Ricardo Beiro en el año 2008.

## Carrera
En el año 2008 participa en el largometraje Masangeles interpretando al personaje de Santiago Saravia. En 2011 participa en el capítulo "Cuestión de poder" de la serie de televisión Maltratadas, en donde interpreta a Emiliano. Ese mismo año actúa en Porque te quiero asi interpretando el papel de Ciro Schiaretti, hijo del personaje de Catherine Fulop, y en la serie Dance!, la fuerza del corazón de Canal 10 (Uruguay); durante el rodaje de esta serie conoce a uno de los productores de Dulce amor quien lo anima a migrar hacia Argentina para participar en esa telenovela entre 2012 y 2013, donde interpreta a Diego.
En 2012 forma parte del elenco de la segunda temporada de la telenovela italiana Terra ribelle, filmada en Argentina, interpretando el personaje de Angiolino. 
En 2013 forma parte de la obra de teatro Descuidistas haciendo el personaje de Luca y participa en la película de Manuel Facal, Relocos y repasados. 
En 2014 hace el papel de Máximo en Somos familia. 
En 2016 interpretó a "Diosito" en la aclamada serie El marginal, trasmitida por la TV Pública y por la cadena de suscripción Netflix. Además hizo el papel de "El Bicho" en la telecomedia Educando a Nina, producida por Underground y emitida por Telefe. También formó parte del elenco principal de Fanny, la fan, dirigida por Sebastián Ortega y también producida por Underground. 
En 2021 interpreta a Daniel Pasarella en la serie biográfica Maradona, sueño bendito.

## Cine
| Año  | Título                   | Papel                            |
| ---- | ------------------------ | -------------------------------- |
| 2008 | Masangeles               | Santiago Saravia                 |
| 2013 | Relocos y repasados      | Cooper                           |
| 2018 | Perdida                  | Martín Seretti                   |
| 2019 | Jesús de Nazareth        | El Loco (participación especial) |
| 2019 | Porno para principiantes | Aníbal                           |
| 2019 | Amor de película         | Martín Rivas                     |
| 2023 | El juego                 | Víctor                           |
| 2023 | Me he hecho viral        | Javi                             |
| 2024 | Goyo                     | Gregorio «Goyo» Villanueva       |

## Televisión
| Año       | Título                        | Personaje                                |
| --------- | ----------------------------- | ---------------------------------------- |
| 2011      | Porque te quiero así          | Ciro Schiaretti                          |
| 2011      | Dance!, la fuerza del corazón |                                          |
| 2011      | Maltratadas                   | Emiliano (Episodio: "Cuestión de poder") |
| 2012      | Terra ribelle                 | Angiolino                                |
| 2012-2013 | Dulce amor                    | Diego Vázquez                            |
| 2014      | Somos familia                 | Máximo Morales Carlucci                  |
| 2014-2015 | Noche y Día                   | Juan Carlos «Juancho»                    |
| 2016      | Educando a Nina               | Lucilo «El Bicho» Ludueña                |
| 2016-2022 | El marginal                   | Juan Pablo «Diosito» Borges              |
| 2017      | Fanny la fan                  | Pedro Godoy                              |
| 2021      | Entre hombres                 | Julio «Mosca»                            |
| 2021      | Maradona, sueño bendito       | Daniel Passarella                        |
| 2021      | Impuros                       | Navarro                                  |
| 2023      | Diciembre 2001                | Franco Musciari                          |
| 2024      | Bandidos                      | Octavio                                  |
| 2024      | Felices los 6                 | Damián Cuenca                            |
| 2024      | Vencer o morir                | Comandante Rodrigo                       |
| 2025      | Olympo                        | Hugo Teixeira                            |

## Teatro
| Año  | Obra                | Personaje |
| ---- | ------------------- | --------- |
| 2013 | Descuidistas        | Luca      |
| 2015 | El club del chamuyo | Nicolás   |

## Premios y nominaciones
| Premios Platino | Premios Platino                                         | Premios Platino  | Premios Platino | Premios Platino |
| Año             | Categoría                                               | Trabajo Nominado | Resultado       | Ref.            |
| --------------- | ------------------------------------------------------- | ---------------- | --------------- | --------------- |
| 2019            | Mejor Interpretación Masculina en Miniserie o Teleserie | El marginal      | Nominado        | [ 16 ]          |

| Premios Tato | Premios Tato           | Premios Tato     | Premios Tato | Premios Tato |
| Año          | Categoría              | Trabajo Nominado | Resultado    | Ref.         |
| ------------ | ---------------------- | ---------------- | ------------ | ------------ |
| 2016         | Mejor Actor de Reparto | El marginal      | Ganador      | [ 17 ]       |

| Produ Awards | Produ Awards          | Produ Awards     | Produ Awards | Produ Awards |
| Año          | Categoría             | Trabajo Nominado | Resultado    | Ref.         |
| ------------ | --------------------- | ---------------- | ------------ | ------------ |
| 2019         | Mejor Actor Principal | El marginal      | Ganador      | [ 18 ]       |